# Stephen Hepburn
Pour les articles homonymes, voir Hepburn.
Stephen Hepburn, (né le 6 décembre 1959) est un homme politique travailliste britannique, député de Jarrow de 1997 à 2019.

## Formation
Stephen Hepburn est né à Jarrow, Tyneside, fils d'un ouvrier de chantier naval. Il fait ses études à la Springfield School, à la Jarrow School et à l'Université de Newcastle upon Tyne où il obtient un baccalauréat ès arts. Il travaille comme assistant personnel du député de Jarrow, Donald Dixon de 1979 jusqu'à ce qu'il succède à Dixon en tant que député local.

## Carrière
Il est élu conseiller du South Tyneside Borough Council en 1985, devenant chef suppléant pendant sept ans en 1990 et il reste conseiller alors qu'il est député. Il est président des pensions du Tyne and Wear pendant huit ans à partir de 1989. Dans les années 1990, Hepburn est condamné à une amende de 75 £ pour avoir agressé son conseiller Iain Malcolm.

## Carrière parlementaire
Il est élu à la Chambre des communes britannique pour Jarrow après le départ à la retraite de Dixon aux Élections générales britanniques de 1997. Hepburn remporte le siège avec une majorité de 21 933 voix et reste député jusqu'en 2019. Le 21 mai 1997, il prononce son premier discours dans lequel il mentionne Ellen Wilkinson et la Marche de 1936, à Jarrow.
Au Parlement, il siège aux comités spéciaux de l'administration et de la défense pendant quatre ans à compter de 1997. Il rejoint le Comité du logement et des travaux publics en 2003 jusqu'à l'élection générale de 2005, date depuis laquelle il siège au comité restreint d'Irlande du Nord. Il est également le président du groupe multipartite sur la construction navale et navire de réparation, et est secrétaire du groupe multipartite sur le football.